# Verwaltungsgemeinschaft Dolmar

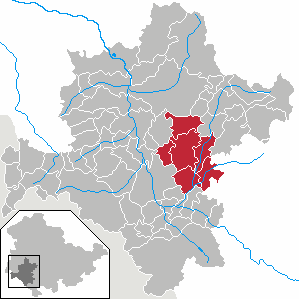
Lage der ehemaligen Verwaltungsgemeinschaft im Landkreis Schmalkalden-Meiningen

Die Verwaltungsgemeinschaft Dolmar war eine Verwaltungsgemeinschaft im thüringischen Landkreis Schmalkalden-Meiningen, in der sich sechs Gemeinden zur Erledigung ihrer Verwaltungsgeschäfte zusammengeschlossen haben. Sitz der Verwaltungsgemeinschaft war Schwarza.

## Die Gemeinden
- Christes
- Dillstädt
- Kühndorf
- Rohr
- Schwarza
- Utendorf

## Geschichte
Die Verwaltungsgemeinschaft wurde am 1. Juli 1991 gegründet. Zum 1. Januar 2012 wurde die Verwaltungsgemeinschaft aufgelöst und mit der Verwaltungsgemeinschaft Salzbrücke zur neuen Verwaltungsgemeinschaft Dolmar-Salzbrücke zusammengelegt.

## Einwohnerentwicklung
Entwicklung der Einwohnerzahl:
- 1995 – 5766
- 2000 – 5914
- 2005 – 5591
- 2010 – 5259

 Datenquelle: ab 1994 Thüringer Landesamt für Statistik – Werte vom 31. Dezember